# Writ of acceleration

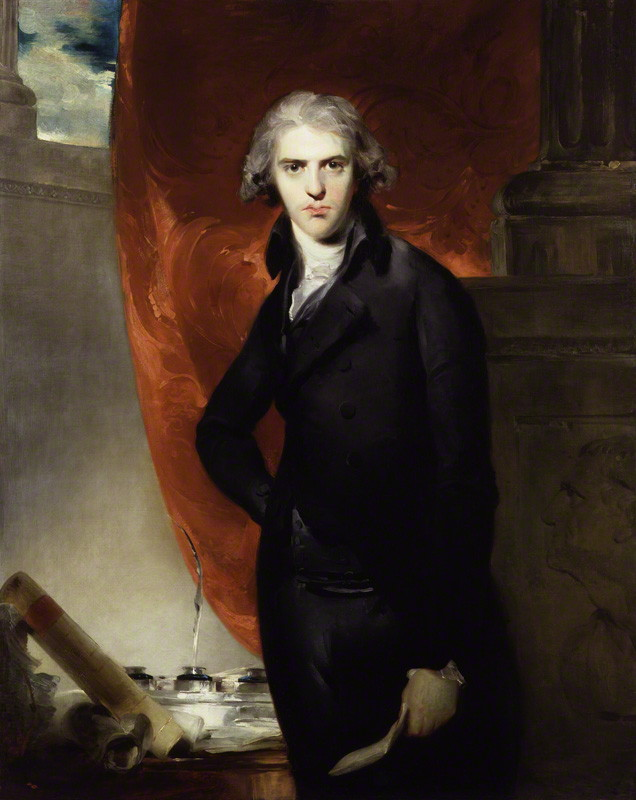
Robert Jenkinson, lord Hawkesbury, poi II conte di Liverpool e primo ministro del Regno Unito, venne elevato alla Camera dei Lord attraverso un writ of acceleration con il titolo di Barone Hawkesbury nel 1803.

Con il termine writ of acceleration (citazione di accelerazione) si intende un tipo di elevazione propria della Camera dei Lord inglese che consente al figlio maggiore ed erede legittimo di un Pari con più titoli di parìa di entrare a fare parte della Camera dei Lord britannica o irlandese utilizzando uno dei titoli sussidiari del padre. Questa procedura può essere utilizzata per abbassare l'età media dei membri della Camera e nel contempo incrementare il numero di membri abili a governare senza aumentare per questo il numero dei membri della Camera dei Lord e riducendo l'esclusività dei titoli nobiliari.
La procedura del writ of acceleration venne introdotta da re Edoardo IV a metà del XV secolo. La procedura è a ogni modo un caso molto raro e in quattrocento anni di presenza ne sono stati realizzati solo novantotto. L'ultimo di questi venne decretato nel 1992 per il politico conservatore Robert Gascoyne-Cecil, visconte Cranborne, figlio maggiore e legittimo erede di Robert Gascoyne-Cecil, VI marchese di Salisbury. Egli ottenne la baronìa minore del padre e il titolo quindi di Barone Cecil di Essendon e non il suo titolo di cortesia di Visconte Cranborne. La procedura degli writ of acceleration venne abolita da una legge varata dalla Camera dei lord stessa nel 1999 assieme al diritto automatico per i pari ereditari di sedere nella Camera dei lord.

## Procedura
Uno writ of acceleration viene concesso solo se il titolo da "accelerare" è un titolo sussidiario e non quindi il titolo principale della casata, e se il beneficiario dell'ordinanza è il legittimo erede del detentore del titolo in carica; pertanto si stabilì in contemporanea che il pari padre doveva avere almeno il titolo di visconte. Il legittimo erede solitamente non otteneva l'elevazione secondo il proprio titolo di cortesia. La maggior parte degli elevati alla Camera dei Lord con questo procedimento hanno ottenuto il titolo di barone. Ad esempio William Cavendish, marchese di Hartington, legittimo erede di William Cavendish, III duca di Devonshire, venne elevato al titolo di Barone Cavendish di Hardwick. La procedura non riguardava i membri della paria di Scozia o della paria d'Irlanda se non dopo il 1707 e il 1801 rispettivamente quando le due aree vennero comprese nel Regno Unito, a patto però che il nobile da elevare avesse un posto anche nella Camera dei Lord inglese.
Il nobile elevato prendeva il proprio posto nella precedenza dei titoli nobiliari della Camera dei Lord secondo il titolo accelerato. Per esempio quando il visconte Cranborne venne accelerato alla baronia di Cecil (creata nel 1603), prese precedenza su tutti i baroni creati dopo quella data e non dopo il momento della sua concessione.
Se un barone accelerato muore prima del padre la baronìa passa ai suoi eredi e se non ce ne sono ritorna a suo padre. Ad esempio, Charles Boyle, III visconte Dungarvan, il maggiore dei figli sopravvissuti di Richard Boyle, I conte di Burlington, venne elevato nel 1689 alla baronia paterna di Clifford di Lanesborough, ma morì prima del padre. Suo figlio, il nipote del primo conte, ottenne l'ammissione alla Camera dei Lord con il titolo di barone.

## Esempi famosi
Due writ of acceleration sono in particolare divenuti famosi nella storia. Nel 1628 James Stanley, lord Strange, legittimo erede di William Stanley, VI conte di Derby, venne elevato alla Camera dei Lord nell'antica Baronìa di Strange (creata nel 1299), un titolo in uso già assunto da suo padre. Ad ogni modo, la Camera dei Lord decise successivamente che l'assunzione della Baronìa di Strange da parte del sesto conte di Derby sarebbe stata erronea. Come conseguenza venne stabilita la creazione di due Baronìe di Strange, l'originale creata nel 1299 e quella nuova creata "accidentalmente" nel 1628 (vedi Barone Strange per ulteriori informazioni). Un altro writ of acceleration famoso fu quello emesso nel 1717 per Charles Paulet, marchese di Winchester, legittimo erede di Charles Paulet, II duca di Bolton. L'intenzione della Camera era di elevarlo al titolo paterno di Barone St John di Basing, ma venne erroneamente elevato come Barone Pawlett di Basing. Questo fatto, inavvertitamente, creò difatti una nuova parìa. A ogni modo la baronìa dei Pawlett di Basing si estinse con la sua morte, mentre il ducato passò al suo fratello minore, il quarto duca appunto. Anche l'elevazione di Thomas Butler, VI conte di Ossory nella Camera dei Lord nel 1666 come Barone Butler, di Moore Park, può rappresentare un errore in quanto il titolo paterno era correttamente Barone Butler, di Lanthony.

## Alternative
Ad ogni modo vi erano diversi modi per aggirare la creazione di un writ of acceleration che per diversi motivi poteva essere contestato dalla stessa Camera, e il metodo più comune per un sovrano era la creazione di un nuovo titolo di parìa. Ad esempio nel 1832 Edward Smith-Stanley, lord Stanley, figlio e legittimo erede di Edward Smith-Stanley, XII conte di Derby, ottenne una nuova parìa come Barone Stanley, di Bickerstaffe. Due anni dopo egli succedette al padre nel titolo comitale. Questo fatto fu in contrasto con suo figlio, Edward Smith-Stanley, XIV conte di Derby, il quale nel 1844 venne elevato nella Camera dei Lord tramite un writ of acceleration con il titolo di Barone Stanley, di Bickerstaffe.
A ogni modo tutti i figli primogeniti che non avessero ricevuto un writ of acceleration o una nuova parìa potevano essere eletti per elezione popolare alla Camera dei Comuni, pratica maggiormente comune.

## Elenco completo
| Data              | Persona elevata                                                  | Elevato come                   | Succeduto come                         | Note |
| ----------------- | ---------------------------------------------------------------- | ------------------------------ | -------------------------------------- | --- |
| 1482              | Thomas FitzAlan, lord Maltravers                                 | Barone Maltravers              | Conte di Arundel (1487)                | |
| 5 febbraio 1533   | Henry FitzAlan, lord Maltravers                                  | Barone Maltravers              | Conte di Arundel (1544)                | |
| 17 febbraio 1533  | Francis Talbot, lord Talbot                                      | Barone Talbot                  | Conte di Shrewsbury (1538)             | |
| 4 ottobre 1544    | John Paulet, lord St John of Basing                              | Barone St John di Basing       | Marchese di Winchester (1572)          | |
| 5 gennaio 1553    | John Dudley, conte di Warwick                                    | Conte di Warwick               | Conte di Warwick (1553)                | |
| 5 gennaio 1553    | George Talbot, lord Talbot                                       | Barone Talbot                  | Conte di Shrewsbury (1560)             | |
| 1º marzo 1553     | Francis Russell, lord Russell                                    | Barone Russell                 | Duca di Bedford (1555)                 | |
| 14 agosto 1553    | Thomas Radclyffe, visconte FitzWalter                            | Barone FitzWalter              | Conte di Sussex (1553)                 | |
| 23 gennaio 1559   | Henry Hastings, lord Hastings                                    | Barone Hastings                | Conte di Huntingdon (1560)             | |
| 23 gennaio 1559   | Henry Stanley, lord Strange                                      | Barone Strange                 | Conte di Derby (1572)                  | |
| 5 maggio 1572     | William Paulet, lord St John of Basing                           | Barone St John di Basing       | Marchese di Winchester (1576)          | |
| gennaio 1581      | John Russell, lord Russell                                       | Barone Russell                 | Nessuna                                | legittimo erede di Francis Russell, II conte di Bedford ma premorì al padre. |
| 28 gennaio 1589   | Gilbert Talbot, lord Talbot                                      | Barone Talbot                  | Conte di Shrewsbury (1590)             | |
| 28 gennaio 1589   | Ferdinando Stanley, lord Strange                                 | Barone Strange                 | Conte di Derby (1593)                  | |
| 31 gennaio 1604   | William Howard, lord Howard di Effingham                         | Barone Howard di Effingham     | Nessuna                                | legittimo erede di Charles Howard, I conte di Nottingham ma premorì al padre. |
| 31 gennaio 1604   | Henry Somerset, lord Herbert                                     | Barone Herbert                 | Conte di Worcester (1628)              | creato Marchese di Worcester nel 1642 |
| 13 luglio 1608    | Henry O'Brien, lord Ibrickane                                    | Barone Ibrickane               | Conte di Thomond (1624)                | Camera dei lord d'Irlanda |
| 8 febbraio 1610   | Thomas Clinton, lord Clinton de Say                              | Barone Clinton                 | Conte di Lincoln (1572)                | |
| 8 febbraio 1610   | Theophilus Howard, lord Howard de Walden                         | Barone Howard de Walden        | Conte di Suffolk (1626)                | |
| febbraio 1621     | William Seymour, lord Beauchamp                                  | Barone Beauchamp               | Conte di Hertford (1621)               | restaurato al titolo di Duca di Somerset nel 1660 |
| 10 febbraio 1624  | John Paulet, lord St John di Basing                              | Barone St John di Basing       | Marchese di Winchester (1628)          | |
| 28 marzo 1626     | Algernon Percy, lord Percy                                       | Barone Percy                   | Conte di Northumberland (1632)         | |
| 1º aprile 1626    | Spencer Compton, lord Compton                                    | Barone Compton                 | Conte di Northampton (1630)            | |
| 22 maggio 1626    | Edward Montagu, lord Kimbolton                                   | Barone Montagu di Kimbolton    | Duca di Manchester (1642)              | |
| febbraio 1628     | Henry Ley, lord Ley                                              | Barone Ley                     | Duca di Marlborough (1629)             | |
| 7 marzo 1628      | James Stanley, lord Strange                                      | Barone Strange                 | Conte di Derby (1642)                  | Vedi introduzione |
| 23 aprile 1628    | Hon. Edward Conway                                               | Barone Conway de Ragley        | Visconte Conway (1631)                 | |
| 3 novembre 1640   | Charles Howard, visconte Andover                                 | Barone Howard di Charlton      | Conte di Berkshire (1669)              | |
| 3 novembre 1640   | Ferdinando Hastings, lord Hastings                               | Barone Hastings                | Conte di Huntingdon (1643)             | |
| 3 novembre 1640   | Hon. Thomas Wentworth                                            | Barone Wentworth               | Nessuna                                | legittimo erede di Thomas Wentworth, I conte di Cleveland ma premorì al padre.                                                                                                   |
| 3 novembre 1640   | Montagu Bertie, lord Willoughby de Eresby                        | Barone Willoughby de Eresby    | Conte di Lindsey (1642)                | |
| 27 novembre 1640  | John Carey, visconte Rochford                                    | Barone Hunsdon di Hunsdon      | Conte di Dover (1666)                  | |
| 11 gennaio 1641   | Henry Pierrepont, lord Pierrepont                                | Barone Pierrepont              | Conte di Kingston-upon-Hull (1643)     | creato Marchese di Dorchester nel 1645 |
| 26 gennaio 1641   | Robert Rich, lord Rich                                           | Barone Rich                    | Conte di Warwick (1658)                | |
| 14 maggio 1641    | Oliver St John, lord St John di Bletso                           | Barone St John di Bletso       | Nessuna                                | legittimo erede di Oliver St John, I conte di Bolingbroke ma premorì al padre.                                                                                                   |
| 9 giugno 1641     | George Digby, lord Digby                                         | Barone Digby                   | Conte di Bristol (1653)                | |
| 8 agosto 1662     | Thomas Butler, conte di Ossory                                   | Conte di Ossory                | Nessuna                                | Camera dei Lords irlandese legittimo erede di James Butler, I duca di Ormonde ma premorì al padre.                                                                               |
| 28 gennaio 1663   | Charles Boyle, visconte Dungarvan                                | Visconte Dungarvan             | Nessuna                                | Camera dei Lords irlandese legittimo erede di Richard Boyle, II conte di Cork ma premorì al padre.                                                                               |
| 30 ottobre 1665   | William Brabazon, lord Brabazon                                  | Barone Brabazon                | Conte di Meath (1675)                  | Camera dei Lords irlandese |
| 14 gennaio 1678   | Henry Howard, conte di Arundel                                   | Barone Mowbray                 | Duca di Norfolk (1684)                 | |
| 22 ottobre 1680   | Robert Leke, lord Deincourt                                      | Barone Deincourt               | Conte di Scarsdale (1681)              | |
| 1º novembre 1680  | Hon. Conyers Darcy                                               | Barone Conyers                 | Conte di Holderness (1689)             | |
| 11 luglio 1689    | Charles Berkeley, visconte Dursley                               | Barone Berkeley                | Conte di Berkeley (1698)               | |
| 11 luglio 1689    | Robert Sidney, visconte L'Isle                                   | Barone Sydney di Penshurst     | Conte di Leicester (1698)              | |
| 16 luglio 1689    | Charles Boyle, III visconte Dungarvan                            | Barone Clifford                | Nessuna                                | legittimo erede di Richard Boyle, I conte di Burlington, ma premorì al padre |
| 16 luglio 1689    | Charles Granville, lord Lansdown                                 | Barone Granville               | Conte di Bath (1701)                   | |
| 3 marzo 1690      | Peregrine Osborne, visconte Osborne                              | Barone Osborne                 | Duca di Leeds (1712)                   | |
| 19 aprile 1690    | Robert Bertie, lord Willoughby de Eresby                         | Barone Willoughby de Eresby    | Conte di Lindsey (1701)                | creato Conte di Lindsey nel 1706 e Duca di Ancaster e Kesteven nel 1715 |
| 5 marzo 1705      | James Berkeley, visconte Dursley                                 | Barone Berkeley                | Conte di Berkeley (1710)               | |
| 28 dicembre 1711  | James Compton, lord Compton                                      | Barone Compton                 | Conte di Northampton (1727)            | |
| 29 dicembre 1711  | Charles Bruce, visconte Bruce di Ampthill                        | Barone Bruce di Whorlton       | Marchese di Ailesbury (1741)           | |
| 28 gennaio 1713   | Peregrine Osborne, visconte Osborne                              | Barone Osborne                 | Duca di Leeds (1729)                   | |
| 4 marzo 1715      | Richard Lumley, visconte Lumley                                  | Barone Lumley                  | Conte di Scarbrough (1721)             | |
| 9 marzo 1715      | Chaworth Brabazon, lord Brabazon                                 | Barone Brabazon                | Conte di Meath (1715)                  | Camera dei Lords irlandese |
| 16 marzo 1715     | Peregrine Bertie, marchese di Lindsey                            | Barone Willoughby de Eresby    | Duca di Ancaster e Kesteven (1723)     | |
| 12 aprile 1717    | Charles Paulet, marchese di Winchester                           | Barone Pawlett di Basing       | Duca di Bolton (1722)                  | Vedi introduzione |
| 8 novembre 1718   | Anthony Grey, conte di Harold                                    | Barone Lucas di Crudwell       | Nessuna                                | legittimo erede di Henry Grey, I duca di Kent ma premorì al padre. |
| 24 maggio 1723    | Hon. Charles Townshend                                           | Barone Townshend               | Marchese Townshend (1738)              | Dal momento che già il padre aveva ottenuto il titolo di Lord Townshend, Charles ottenne il titolo di lord Lynn dopo la designazione territoriale della baronìa di Lynn Regis    |
| 11 giugno 1733    | John Hervey, lord Hervey                                         | Barone Hervey                  | Nessuna                                | legittimo erede di John Hervey, I conte di Bristol ma morì prima del padre. |
| 17 gennaio 1734   | John Poulett, visconte Hinton                                    | Barone Poulett                 | Conte Poulett (1743)                   | Dal momento che già il padre aveva ottenuto il titolo di Lord Poulett, John ottenne il titolo di lord Hinton dopo la designazione territoriale della baronìa di Hinton St George |
| 23 marzo 1736     | James Hamilton, lord Paisley                                     | Barone Mountcastle             | Conte di Abercorn (1744)               | Camera dei Lords irlandese |
| 22 gennaio 1750   | Henry Hyde, visconte Cornbury                                    | Barone Hyde                    | Nessuno                                | legittimo erede di Henry Hyde, IV conte di Clarendon ma premorì al padre. |
| 13 giugno 1751    | William Cavendish, marchese di Hartington                        | Barone Cavendish di Hardwick   | Duca di Devonshire (1755)              | |
| 15 maggio 1776    | Francis Osborne, marchese di Carmarthen                          | Barone Osborne                 | Duca di Leeds (1789)                   | |
| 30 novembre 1798  | Robert Hobart, lord Hobart                                       | Barone Hobart                  | Conte di Buckinghamshire (1804)        | |
| 25 febbraio 1799  | George Granville Leveson-Gower, conte Gower                      | Barone Gower                   | Marchese di Stafford (1803)            | creato Duca di Sutherland nel 1833. |
| 29 giugno 1801    | Thomas Pelham, lord Pelham di Stanmer                            | Barone Pelham di Stanmer       | Conte di Chichester (1805)             | |
| 15 giugno 1801    | George Legge, visconte Lewisham                                  | Barone Dartmouth               | Conte di Dartmouth (1801)              | |
| 15 novembre 1803  | Robert Jenkinson, lord Hawkesbury                                | Barone Hawkesbury              | Conte di Liverpool (1808)              | |
| 16 ottobre 1804   | George Ashburnham, visconte St Asaph                             | Barone Ashburnham              | Conte di Ashburnham (1812)             | |
| 12 marzo 1806     | George Spencer-Churchill, marchese di Blandford                  | Barone Spencer di Wormleighton | Duca di Marlborough (1817)             | |
| 4 novembre 1806   | Alexander Hamilton, marchese di Douglas e Clydesdale             | Barone Dutton                  | Duca di Hamilton (1819)                | |
| 11 aprile 1807    | Charles Montagu-Scott, conte di Dalkeith                         | Barone Scott di Tyndale        | Duca di Buccleuch e Queensberry (1812) | |
| 11 aprile 1807    | George Gordon, marchese di Huntly                                | Barone Gordon                  | Duca di Gordon (1827)                  | |
| 12 marzo 1812     | Hugh Percy, conte Percy                                          | Barone Percy                   | Duca di Northumberland (1817)          | |
| 5 gennaio 1822    | George Cholmondeley, conte di Rocksavage                         | Barone Newburgh                | Marchese di Cholmondeley (1827)        | |
| 22 novembre 1826  | George Sutherland-Leveson-Gower, conte Gower                     | Barone Gower                   | Duca di Sutherland (1833)              | A ltempo del writ of acceleration, egli era legittimo erede di George Leveson-Gower, II marchese di Stafford, il quale venne creato Duca di Sutherland nel 1833                  |
| 15 gennaio 1833   | Henry Paget, conte di Uxbridge                                   | Barone Paget di Beaudesert     | Marchese di Anglesey (1854)            | |
| 15 gennaio 1833   | Francis Russell, marchese di Tavistock                           | Barone Howland                 | Duca di Bedford (1839)                 | |
| 15 gennaio 1833   | George Grey, lord Grey di Groby                                  | Barone Grey di Groby           | Nessuna                                | legittimo erede di George Grey, VI conte di Stamford ma premorì al padre |
| 8 gennaio 1835    | George Pratt, conte di Brecknock                                 | Barone Camden                  | Marchese Camden (1840)                 | |
| 2 luglio 1838     | Francis D'Arcy-Osborne, marchese di Carmarthen                   | Barone Osborne                 | Duca di Leeds (1838)                   | |
| 5 luglio 1838     | George Brudenell-Bruce, conte Bruce                              | Barone Bruce di Tottenham      | Marchese di Ailesbury (1856)           | |
| 28 febbraio 1839  | Hugh Fortescue, visconte Ebrington                               | Barone Fortescue               | Conte Fortescue (1841)                 | |
| 16 agosto 1841    | Henry Fitzalan-Howard, conte di Arundel e Surrey                 | Barone Maltravers              | Duca di Norfolk (1842)                 | |
| 8 settembre 1841  | William Lowther, visconte Lowther                                | Barone Lowther                 | Conte di Lonsdale (1844)               | |
| 4 novembre 1844   | Edward Smith-Stanley, lord Stanley                               | Barone Stanley                 | Conte di Derby (1851)                  | |
| 8 aprile 1853     | George Byng, visconte Enfield                                    | Barone Strafford               | Conte di Strafford (1860)              | |
| 11 luglio 1856    | Henry Petty-Fitzmaurice, conte di Shelburne                      | Barone Wycombe                 | Marchese di Lansdowne (1863)           | |
| 6 maggio 1859     | Charles Bennett, lord Ossulston                                  | Barone Ossulston               | Conte di Tankerville (1859)            | |
| 5 dicembre 1859   | Hugh Fortescue, visconte Ebrington                               | Barone Fortescue               | Conte Fortescue (1861)                 | |
| 9 luglio 1863     | Ferdinand Seymour, conte St Maur                                 | Barone Seymour                 | Nessuna                                | legittimo erede di Edward Adolphus Seymour, XII duca di Somerset ma premorì al padre.                                                                                            |
| 14 settembre 1870 | William Eliot, lord Eliot                                        | Barone Eliot                   | Conte di St. Germans (1877)            | |
| 26 febbraio 1874  | George Byng, visconte Enfield                                    | Barone Strafford               | Conte di Strafford (1886)              | |
| 5 settembre 1876  | William Keppell, visconte Bury                                   | Barone Ashford                 | Conte di Albemarle (1891)              | |
| 12 aprile 1880    | William Amherst, visconte Holmesdale                             | Barone Amherst                 | Conte Amherst (1886)                   | |
| 22 luglio 1887    | Henry Percy, conte Percy                                         | Barone Lovaine                 | Duca di Northumberland (1899)          | |
| 6 giugno 1896     | Henry Manners, marchese di Granby                                | Barone Manners                 | Duca di Rutland (1906)                 | |
| ottobre 1940      | Roundell Palmer, visconte Wolmer                                 | Barone Selborne                | Conte di Selborne (1942)               | |
| 21 gennaio 1941   | Robert Gascoyne-Cecil, visconte Cranborne                        | Barone Cecil di Essendon       | Marchese di Salisbury (1947)           | |
| 16 gennaio 1951   | Gilbert Heathcote-Drummond-Willoughby, lord Willoughby de Eresby | Barone Willoughby de Eresby    | Conte di Ancaster (1951)               | |
| 29 aprile 1992    | Robert Gascoyne-Cecil, visconte Cranborne                        | Barone Cecil di Essendon       | Marchese di Salisbury (2003)           | creato pari a vita con il titolo di Barone Gascoyne-Cecil nel 1999 |